# Denise René
Denise René nascuda com Denise Bleibtreu (París, juny de 1913 - 9 de juliol de 2012) va ser una galerista francesa especialitzada en art cinètic i op art. Denise René tenia com a norma de vida la idea que l'art ha d'inventar nous camins per existir. Les primeres mostres organitzades per Denise René, el juny de 1945, demostraven el testimoni de laa feroç necessitat de llibertat i desig d'experimentar, més tard ho canalitzava en abstracció geomètrica i després Art cinètic. La fusió d'art i tecnologia - o de nous mitjans de comunicació - són els trets més característics. El seu treball ha estat defensat per l'historiador d'art d'art i tecnologia Frank Popper.
Denise René va muntar exposicions de grans figures de l'art modern com Max Ernst i Francis Picabia durant els seus primers cinc anys d'activitat. Denise René va desenvolupar diferents generacions d'art abstracte introduint a París les figures històriques de les avantguardes de l'Europa de l'Est busca antecedents històrics com Marcel Duchamp. El 1955 organitzava la mostra Le Mouvement , que ajudava a popularitzar l'art cinètic. A continuació exhibia el treball de Nicolas Schöffer, Yacov Agam, Jean Tinguely, Otto Piene, Jean Arp, Alexander Calder, Carlos Cruz-Diez, Jesús Rafael Soto, Victor Vasarely, Sophie Taeuber-Arp, Pol Bury, Le Corbusier, Robert Delaunay, Max Bill i Sonia Delaunay, entre d'altres. El 1957, va presentar la primera demostració en solitari de Piet Mondrian a París.
A més de París, Denise René també tenia galeries a la Ciutat de Nova York (1971-1981) i Düsseldorf (1969).
El 2001, el Centre Georges Pompidou li va retre homenatge amb una mostra titulada "Denise René, une galerie dans l'aventure de l'art abstrait. 1944-1978".